# Erik Rhodes (Schauspieler, 1906)

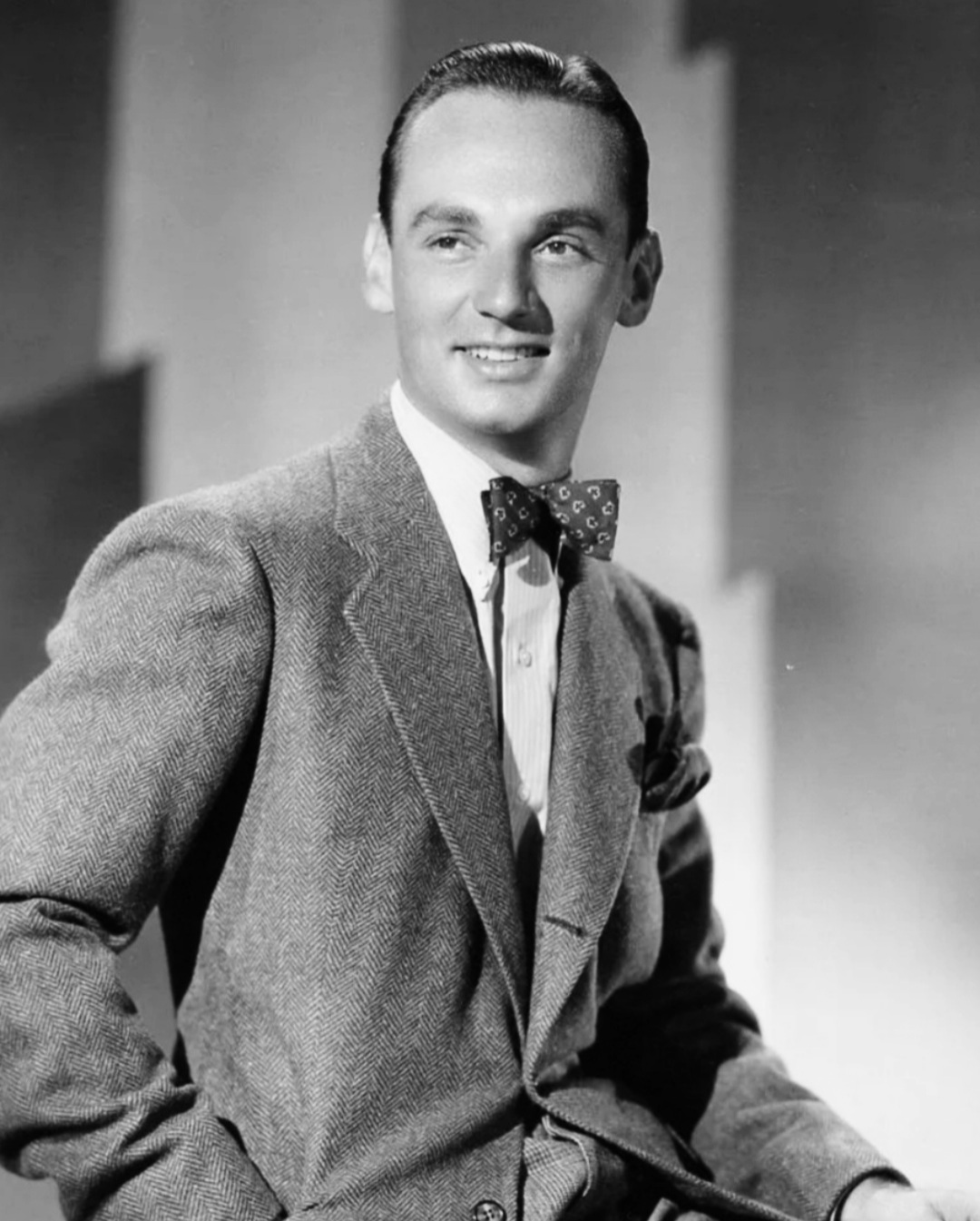
Erik Rhodes. Foto von Ernest A. Bachrach (1935)

Erik Rhodes (* 10. Februar 1906 in El Reno, Oklahoma als Ernest Sharpe; † 17. Februar 1990 in Oklahoma City) war ein US-amerikanischer Schauspieler.

## Leben und Karriere
Erik Rhodes wurde in El Reno, einem Indianerreservat in Oklahoma, unter dem Namen Ernest Sharpe geboren. In erster Linie war Rhodes ein Musicaldarsteller am Broadway, der modernen Zuschauern allerdings vor allem durch seine Filmauftritte als komischer Italiener neben Fred Astaire und Ginger Rogers in den Tanzfilmen Tanz mit mir! (1934) und Ich tanz mich in dein Herz hinein (1935) bekannt ist. Seit 1928 stand er auf Broadwaybühnen und spielte bereits in der Theaterversion von Tanz mit mir!. Die Verfilmung des Musicals brachte ihn 1934 nach Hollywood. Er spielte jedoch nur bis 1939 in etwas über 20 Filmen und kehrte dann wieder auf die Theaterbretter zurück. Während des Zweiten Weltkriegs war er zurück in New York City sozial engagiert. Von 1947 bis 1964 spielte er dann wieder in Musicals am Broadway. Seine größten Bühnenerfolge waren Stücke wie Can-Can und Toll trieben es die alten Römer.
Als junger Mann hatte Rhodes eine Beziehung mit dem Lebemann Nicolas de Gunzburg. 1972 heiratete Rhodes in erster Ehe Emmala Dunbar (1899–1984). Das Paar lebte bis Anfang der 1980er Jahre in New York. Rhodes starb 1990 im Alter von 84 Jahren an Lungenentzündung. Er liegt auf dem El Reno Friedhof in Oklahoma neben seiner Frau begraben.

## Filmografie (Auswahl)
- 1934: Give Her a Ring
- 1934: Tanz mit mir! (The Gay Divorcee)
- 1934: Charlie Chan in Paris (Charlie Chan in Paris)
- 1935: The Nitwits
- 1935: Ich tanz’ mich in dein Herz hinein (Top Hat)
- 1937: Virginia auf Männerfang (Woman Chases Man)
- 1938: Mysterious Mr. Moto
- 1938: Dramatic School
- 1939: On Your Toes
- 1961: Perry Mason (Fernsehserie, 1 Folge)
- 1976: Die Chronik der Adams (The Adams Chronicles; Fernsehserie, 1 Folge)